# Zawady (powiat skierniewicki)

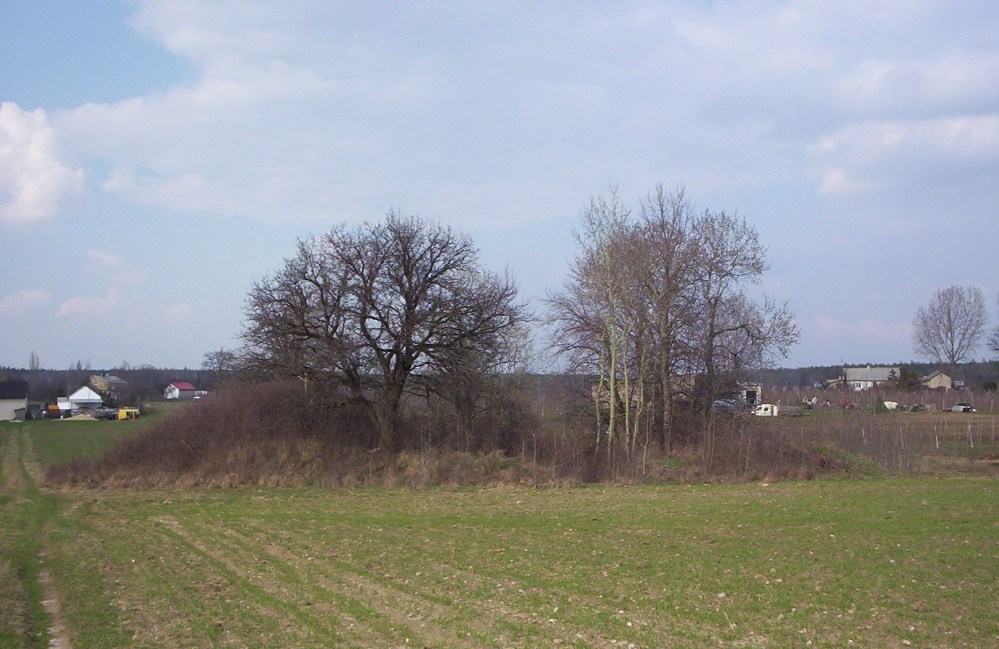
Kępa krzaków i drzew, w których jest ukryty głaz

Zawady – wieś w Polsce położona w województwie łódzkim, w powiecie skierniewickim, w gminie Kowiesy.
W latach 1975–1998 miejscowość należała administracyjnie do województwa skierniewickiego.
Zawady są niewielką wsią, położoną przy drodze szybkiego ruchu E67, zamieszkaną przez ok. 160 mieszkańców.
We wsi znajduje się największy na Mazowszu, a drugi co do wielkości w Polsce głaz narzutowy tzw. Głaz Mszczonowski, mający 12 m długości, 8,5 m szerokości i 3 m wysokości. Jest on pomnikiem przyrody nieożywionej.